# Coudray (Eure)
Coudray – miejscowość i gmina we Francji, w regionie Normandia, w departamencie Eure.
Według danych na rok 1990 gminę zamieszkiwało 188 osób, a gęstość zaludnienia wynosiła 24 osoby/km² (wśród 1421 gmin Górnej Normandii Coudray plasuje się na 713. miejscu pod względem liczby ludności, natomiast pod względem powierzchni na miejscu 478.).